# Christian Pampel
Christian Pampel (ur. 6 września 1979 w Gherden) – niemiecki siatkarz, od grudnia 2008 roku do końca sezonu 2008/2009 występował we włoskiej lidze, w drużynie Copra Nordmeccanica w Piacenzy. Gra na pozycji atakującego. Wielokrotny reprezentant Niemiec, uczestnik mistrzostw świata w 2006 roku, rozgrywanych w Japonii. W 2003 roku został wybrany Siatkarzem roku w Niemczech.

## Kariera
- 2002–2003  VfB Friedrichshafen
- 2003–2004  Esse-ti Carilo Loreto
- 2004–2005  Tonno Callipo Vibo Valentia
- 2005–2007  Sempre Volley Padwa
- 2007–2008  VfB Friedrichshafen
- 2008  Gazprom-Jugra Surgut
- 2008–2009  Copra Berni Piacenza
- 2009  LIG Greaters
- 2009–  Al-Arabi

## Sukcesy
- Mistrzostwo Niemiec: (2000, 2001, 2002, 2008)
- Puchar Niemiec: (2001, 2002, 2003, 2008)
- Srebrny medal Ligi Mistrzów: (2000)

## Nagrody indywidualne
- Siatkarz roku w Niemczech: - (2003)